# Vér

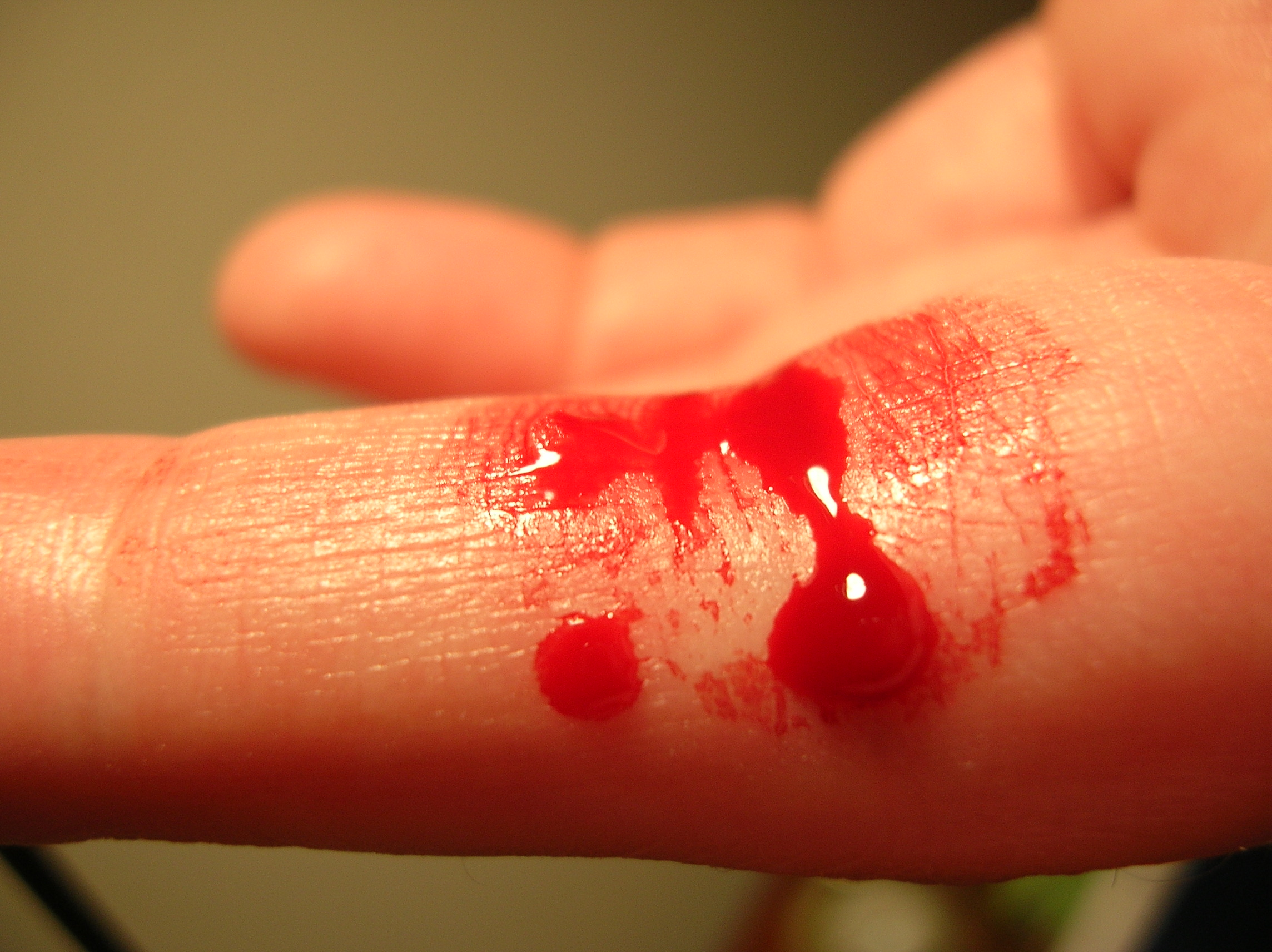
Vérző ujj

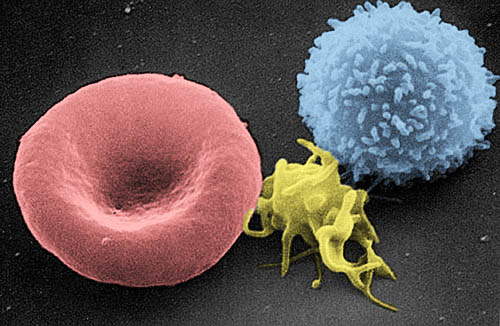
Balról jobbra: vörösvértest, vérlemezke, fehérvérsejt pásztázó elektronmikroszkópos képe

A vér többnyire vörös színű (a szín a nevét is tőle kölcsönzi), másodlagos testüregű gerinctelen és gerinces állatok fő testnedve, folyékony szövet. Kevert testüregű állatoknál megfelelője a hemolympha. Fő feladatai az oxigén, a szén-dioxid, a tápanyagok, a víz, valamint az oldott anyagcseretermékek szállítása. Ezen kívül fontos szerepe van az immunreakcióknál, a hormonok szállításában és a testhőmérséklet-szabályozásban. A vér speciális, folyékony sejtközötti állománnyal rendelkező szövet.
A vér erekben folyik, a szívtől a test irányába artériákban (verőerek), a szív felé pedig vénákban (gyűjtőerek). Egy felnőtt embernek átlagosan öt liter vére van, ebből megközelítőleg 0,5 liter tartalék, amely szükség esetén mobilizálódik. Ez a vérraktár a következő szervek tágult vénáiban található: máj (200-300 ml), lép, az egyéb hasi szervektől (főként a belektől) eredő vénák, bőr alatti vénás fonatok, tüdők, szív. Tehát egy egészséges ember szervezete fél liter vér elvesztését tudja azonnal pótolni anélkül, hogy szövetkárosodás lépne fel. Emiatt van, hogy a véradóktól 0,45 liter vért (+ néhány millilitert laborvizsgálatokhoz) vesznek le egy alkalommal. Az elhasznált tartalékvért a szervezet néhány nap alatt pótolja.
A vér, mint tápértékben igen gazdag anyag, egyúttal táplálék is: az állatvilágban számos olyan állatcsoportot ismerünk, amelyek más – gerinces – állatok, illetve az ember vérét szívják és azzal táplálkoznak. Az ember is fogyasztja más – leginkább tenyésztett – állatok vérét: több kultúrában ugyan tabuk övezik a vér fogyasztását, ám a világ számos táján kedveltek a vérrel készített ételek. Hazánkban a legismertebb vérrel készülő, kereskedelmi forgalomban is kapható étel a véres hurka, de a hagyományos vidéki disznótorok sem képzelhetők el hagymás sült vér nélkül. Vér felhasználásával egyes országokban édességeket is készítenek.

## Részei
- Sejtes elemek:
  - vörösvértestek (erytrocyta)
  - fehérvérsejtek (leukocyta):
    - neutrofil, eozinofil és bazofil granulociták
    - monociták
    - limfociták

  - vérlemezkék (trombocyta)
- vérplazma

### Sejtes elemek

#### A vörösvérsejtek

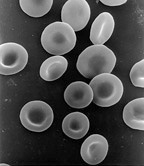
Vörösvérsejtek

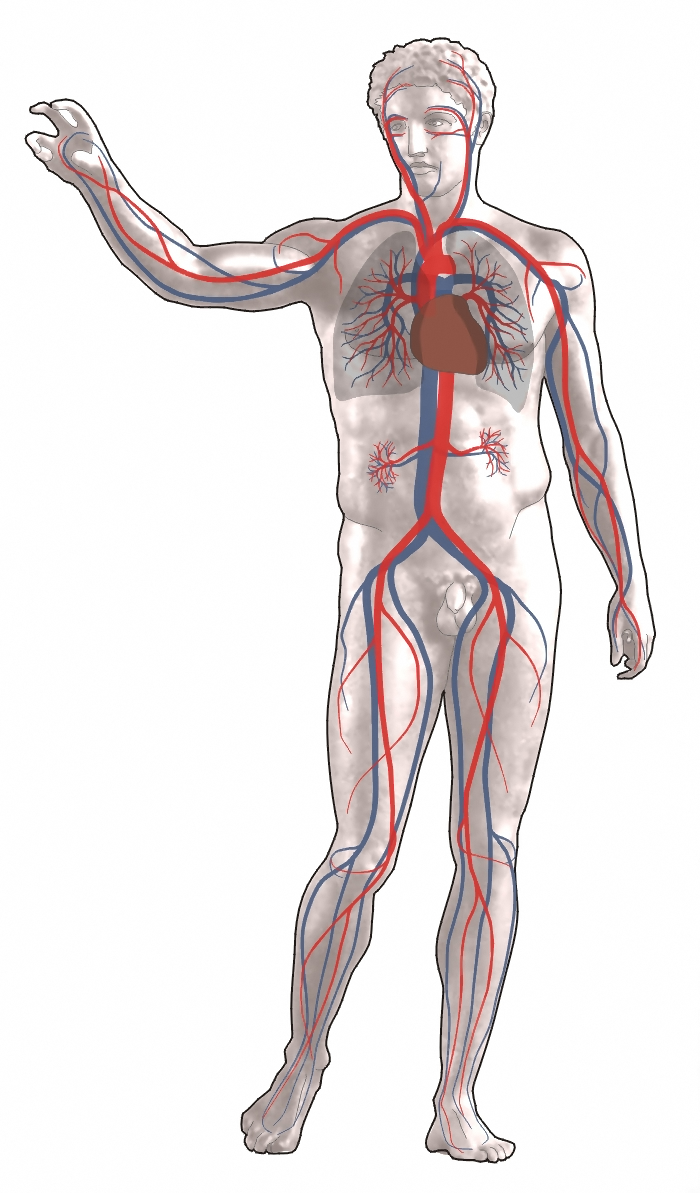
Vérkeringés:
vörös = oxigéndús vér
kék = oxigénszegény vér

A vörösvérsejtek (eritrociták) sajátos bikonkáv korongok. A vörös csontvelőben képződnek (másodpercenként 2,4 millió!), fejlődésük, érésük kb. 7 napig tart. A vörösvérsejt elnevezés az ember (és az emlősök) esetében vitatható, mivel ezek nem tartalmaznak sejtmagot, és a sejtszervecskéik többségét is elvesztették. Mivel fejlődésük során sejtmagjuk kilökődik, gyakran vörösvértestként hivatkoznak rájuk. De ez csak az emlősökre jellemző, a halaknak, kétéltűeknek magvas vörösvérsejtjeik vannak. A képzésüket serkentő fontos hormon a veséből (és májból) származó eritropoetin. Számuk egy felnőtt ember 1 μl vérében átlagosan 4-5 millió. A férfiaknak általában valamivel több (4,4-5,5 millió/μl), a nőknek (3,8-5,2 millió/μl). (Ez a lakóhely/általános tartózkodási hely tengerszint feletti magasságától is függ.) Átmérőjük átlagosan 7,2 μm, legnagyobb vastagságuk (szélen) 2,2 μm. A vörösvérsejtek szállítják az oxigént, de szerepük van a szén-dioxid szállításában is. Érésük közben hemoglobin-molekulák szintetizálódnak bennük, amelyek vastartalmuknál fogva oxigénmolekula szállítására képesek. Szárazanyag-tartalmuk 90%-a hemoglobin. A vörösvérsejtek átlagos élettartama 120 nap, a lépben és a májban bomlanak le. A vér alakos elemeinek a 99,9%-át adják. Térfogatuk a vér térfogatának mintegy 45%-át teszik ki, ez az ún. hematokritérték.

#### A fehérvérsejtek
A fehérvérsejtek sem működésüket, sem alakjukat tekintve nem egységesek. Közös jellemzőjük, hogy sejtmagjuk van, önálló mozgásra képesek (állábak), plazmájuk színtelen. A szervezet védekezésében és a felesleges sejttörmelékek, ill. más, vérplazmában oldhatatlan anyagok eltávolításában van szerepük. Egy felnőtt ember 1 μl vérében, a különböző típusokat összesítve, átlagosan 4-10 ezer fehérvérsejt található. Három csoportjuk van:

##### Granulociták
A granulociták (vagy polimorfonukleáris fagociták; mikrofágok) a vöröscsontvelőben keletkeznek. A vérben és a szövetekben is előfordulnak, ugyanis képesek az erek falán kilépni. Méretük 9-12 μm. A neutrofilek kis méretű idegen anyagokat kebeleznek be (endocitózis). Az eozinofilek és a bazofilek különböző túlérzékenységi reakciókban játszanak szerepet.

##### A monociták
A monociták nagyobb méretűek, mint a granulociták (átlagosan 20 μm). Szintén a vöröscsontvelőben képződnek. Az érett sejtek kivándorolnak a szövetekbe, ezeket szöveti makrofágoknak nevezzük. Mint nevük is mutatja, nagyobb méretű idegen anyagok bekebelezésére is képesek, szerepük van a sejtes (celluláris) immunválaszban is.

##### A limfociták
A limfociták (nyiroksejtek) szintén a vörös csontvelőben termelődnek, ám a nyirokszervekben, (nyirokrendszerben) folytatják fejlődésüket, méretük kb. 6-7 μm. Három fő típusuk a T- és a B-limfociták, valamint a természetes ölősejtek (natural killer sejtek, NK-sejtek). A T-limfociták a csecsemőmirigyben (Thymus) válnak éretté, innen a nevük.

#### A vérlemezkék

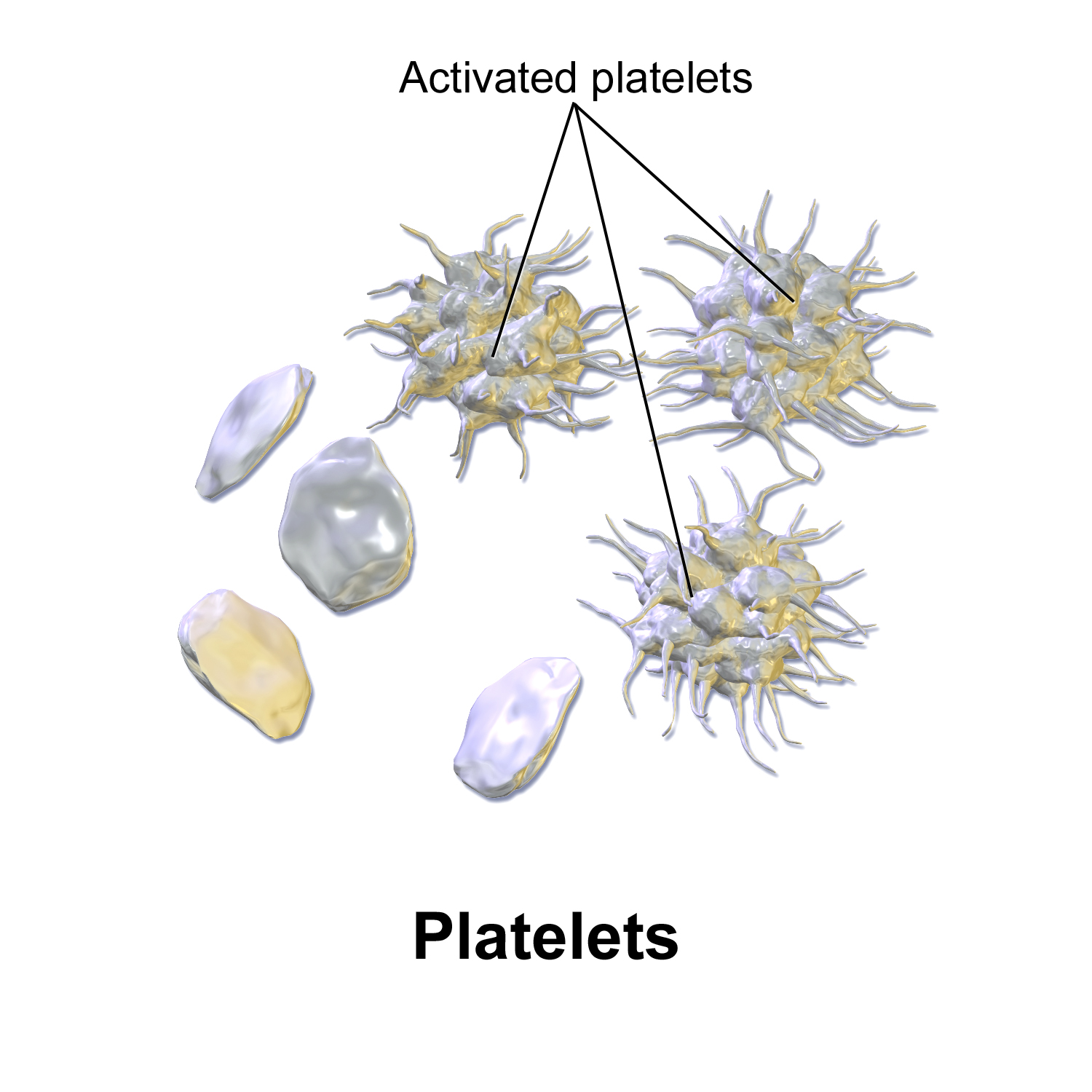
Inaktív és aktivált trombociták, a keringő, nem aktivált vérlemezkék mindkét oldalukon domború, lencse alakúak

A lencse alakú vérlemezkék (trombociták) is a vöröscsontvelőben keletkeznek, a poliploid megakariociták feldarabolódásával. Sejtmagjuk nincs. Átlagos élettartamuk egészséges ember keringésében mintegy 9-11 nap. Méretük megközelítőleg 2-5 μm, átlagosan 150-400 ezer van belőlük mm³-enként. Elsődleges szerepük a vérzéscsillapításban van. A vérerek vagy véredények sérülésekor, a levegővel való érintkezés következtében a vérlemezkék alakja megváltozik, majd bonyolult vegyi folyamatok révén alvadékot képeznek, mely megakadályozza a további vérzést. A keletkezett véralvadék hálózatos fehérje (fibrin), amelyben felgyülemlenek a fehér- és vörösvérsejtek, s belőlük var képződik. Az alvadékból kiszivárgó sárgás folyadék a vérszérum, népies nevén vérsavó.

### Vérplazma
A vérplazma kb. 90%-ban vizet tartalmaz. 10%-a a vízben oldott ionok és szerves molekulák. Az ionok közül leggyakrabban a nátrium, kálium és kalcium kationok, ill. a klorid és hidrogén-karbonát anionok fordulnak elő. Kisebb szerves molekulák közül megtalálhatók benne: a glükóz, aminosavak, karbamid és húgysav. A vérplazma nagy mennyiségben tartalmaz ún. plazmafehérjéket is. Ezeknek három nagy csoportjukat különböztetjük meg:
- albuminok: tisztán aminosavból épülnek fel, a vér ozmózisos jelenségeiben ill. számos hidrofób vegyület szállításában van szerepük.
- globulinok: összetett fehérjék, fontosak különböző anyagok szállításában és a szervezet védekezésében is (lásd: immunrendszer).
- fibrinogén: a véralvadásban van szerepe.

A fibrinogénmentes vérplazmát vérsavónak (szérum) nevezzük. E megkülönböztetésnek az az oka, hogy a vérszérum, szemben a plazmával, nem alvad meg.

### Normál értékek a vérplazmában
Enzimek:

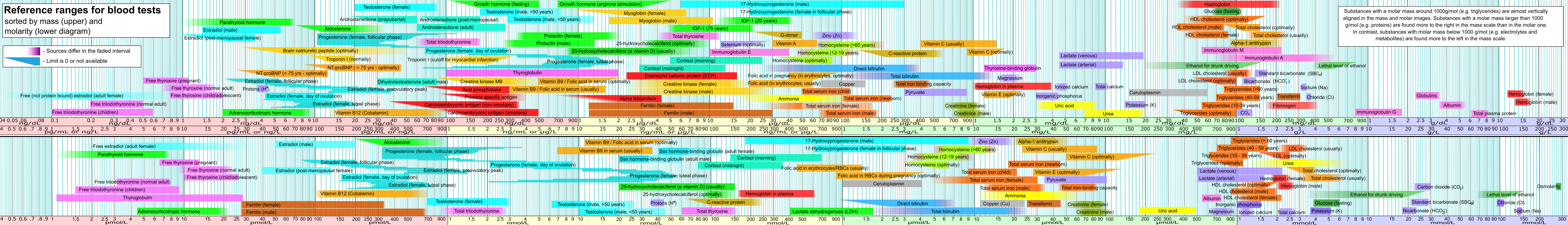
A vérvizsgálatok referenciatartományai tömegkoncentráció és moláris koncentráció szerint rendezve.

- Kreatin-foszfokináz: 10-79 nőknél, 17-148 férfiaknál
- Laktát-dehidrogenáz: 45-90 E/l
- Foszfatáz: 0,01-0,56 nőknél, 0,13-0,63 férfiaknál

Hormonok:
- Tesztoszteron: 25-90 ng/100 ml nőknél, 300-1100 ng/100 ml férfiaknál
- ACTH (adenokortikotróp hormon): 15-70 pg/ml
- STH (szomatotrop hormon): 5 ng/ml felnőtteknél, 10 ng/ml fölött gyerekeknél
- Inzulin: 6-26 mU/ml

Más szerves molekulák:
- koleszterin: 120-220 mg/100 ml
- glükóz: 70-110 mg/100 ml
- tejsav: 0,6-1,8 mmol/l
- triglicerid: 40-150 mg/100 ml
- húgysav: 3-7 mg/100 ml

Térfogat:
- 80-85 ml/kg

pH:
- 7,35/7,45

Hematokrit:
- 37-48% nőknél
- 45-52% férfiaknál

Hemoglobin:
- 12-16 g/100 ml nőknél
- 13-18 g/100 ml férfiaknál

Bikarbonát:
- 24-30 mmol/l

Ca:
- 2,1-2,6 mmol/l

Cl:
- 100-106 mmol/l

K:
- 3,5-5 mmol/l

Na:
- 135-145 mmol/l

## Vércsoportok, vérátömlesztés
Manapság a gyógyításban fontos szerepe van a vérátömlesztésnek. Azonban nem mindegy, hogy a beteg milyen vért kap. Nem megfelelő vércsoportú vér ellen a szervezetben immunreakciók indulnak be, kicsapódnak a vörösvértestek. (A vércsoporttévesztés súlyos orvosi műhiba!) Ez életveszélyes állapotot vált ki. A vérátömlesztéssel foglalkozó tudomány, a transzfuziológia alapvető vizsgáló módszere a vércsoport-szerológia. Ma már célzottan a hiányzó vérkomponenst pótolják, teljes vértranszfúzióra csak kivételesen kerülhet sor.
A vércsoportok különbözősége abból adódik, hogy különböző szénhidrát-molekulák (pl. AB0-vércsoportrendszer) és fehérjék (pl. Rh-vércsoportrendszer) jelennek meg a vörösvértest felszínén. Ezek a szénhidrátok immunogén anyagok, a szervezet ellenanyagot termel azok ellen a struktúrák ellen, amelyek saját vörösvértesteiknek felszínén nem találhatók meg.
A mai napig megismert több száz vércsoportantigént genetikai és szerkezeti tulajdonságaik alapján a Nemzetközi Vértranszfúziós Társaság (ISBT) az eddig megismert antigéneket 29 vércsoportrendszerbe sorolta. A két legrégebben ismert, egyben legjelentősebb vércsoport rendszer az AB0 (á-bé-nullás) és az Rh-vércsoportrendszer. Lásd még: Karl Landsteiner.

### Az AB0-vércsoportrendszer
Az AB0-vércsoportrendszer alapján négyféle lehet egy ember vére: A, B, AB, 0. Az elnevezések azt jelzik, hogy melyik szénhidrát található meg a vörösvérsejt membránján (csak A, csak B, A és B vagy egyik sem). Az alábbi táblázatból leolvasható, hogy (végszükség esetén) milyen vércsoportú vért kaphat adott vércsoportú személy (sorok: adó, oszlopok: kapó). A 0-Rh-, a régebbi terminológia szerint univerzális donor. Az AB+ pedig univerzális akceptor. Normális esetben teljesen vércsoportazonos vért kell kapniuk, egyéb immunológiai alcsoportok összeférhetetlensége miatt, amelyek azonban nem okozzák a vérfehérjék nagymértékű kicsapódását. Az AB0 vércsoport ellenanyagai kivételes módon természetesen termelődnek minden olyan AB0-antigén ellen, amely a saját vörösvértesteken nem található meg, viszont ezek IgM típusúak, a méhlepényen nem jut át, így anya és magzat között nem lép fel vércsoport-összeférhetetlenség. 
|    | A | B | AB | 0 |
| A  | + | – | +  | – |
| B  | – | + | +  | – |
| AB | – | – | +  | – |
| 0  | + | + | +  | + |

### Az Rh-vércsoportrendszer
Az Rh-faktor szerint kétféle további felosztás lehet: Rh+ vagy Rh–. Elnevezését onnan kapta, hogy rhesusmajommal végzett kísérletek során fedezték fel azt, hogy Rh+ vérű emberek vörösvértestjei rendelkeznek a D-antigénnel, az Rh– vércsoportúak nem. A Rh és az AB0-vércsoportrendszerek között lényeges különbség, hogy míg az AB0 ellenanyagai születés után nem sokkal már jelen vannak a szervezetben, a D-antigén elleni immunanyag csak akkor kezd termelődni, ha az Rh– vércsoportú ember vére „találkozik” Rh+ vérrel. Ennek elsősorban azoknál a várandós anyáknál van jelentősége, akik Rh– vércsoportúak, és előzőleg volt már Rh+ magzatuk (ez kizárólag Rh+ apától lehetséges), és az aktuális embrió is Rh+ vércsoportú. Az első magzat születésekor az anya keringésébe jutott magzati vér elegendő mennyiségű az anya immunválaszának kiváltásához, és ha a későbbiekben újabb Rh+ magzata foganna, a méhlepényen átjutó ellenanyag kicsapná a magzat vérét. Ezt a jelenséget nevezik Rh-összeférhetetlenségnek. Ezt megelőzendő, minden Rh- anyának minden szülésekor anti-D nevű immunoglobulint adnak be, így az immunizáció nem történik meg.

## A vér mint táplálék

### Az állatvilágban
Az állatok körében nagyon sok olyan faj, fajcsoport ismert, amelyek más – gerinces, jellemzően melegvérű – állatok vérét szívják, részben vagy kizárólagosan azzal táplálkoznak. A vérszívás gyakran csak a nőstény egyedek életformájának része, más vérszívó állatoknál mindkét ivar fogyaszt vért. A rovarok közül a szúnyogfélék, bögölyfélék, a bolhák és tetvek közül kerülnek ki a legismertebb vérszívó fajok, de vérrel táplálkozik például az ágyi poloska, az atkák több csoportja – melyek közül legismertebbek a kullancsok –, valamint a gyűrűsférgek köréből a piócák. Ismerünk vérrel táplálkozó gerinces állatokat is: halakon élősködnek és azok vérével, illetve más testnedveivel táplálkoznak az ingolafélék, a vérszopó denevérek pedig elsősorban nagyobb testű emlősállatok vérét fogyasztják. Egyes madárfajoknál is megfigyelték, hogy más, sérült állatok véréből táplálkoznak, ilyenek a Geospiza énekesmadár-nem egyes fajai vagy a vérszívó csúfolórigó (Mimus macdonaldi). Az amúgy ragadozó menyétfélék egyes fajaira ugyancsak az jellemző, hogy prédaállataiknak nem annyira a húsát, inkább csak a vérét és lágyabb szöveteiket fogyasztják el.

### A gasztronómiában
Vért enni vagy vérrel ételt készíteni sok emberi kultúrában tabunak számít; egyes kultúrák és vallások ezt kifejezetten tiltják. Amióta azonban az ember haszonállatokat is tart és tenyészt, azóta szembesül azzal a ténnyel, hogy az étkezési céllal feldolgozott állati testek mindegyike tekintélyes arányban tartalmaz vért, ha pedig azt nem dolgozná fel, akkor azzal jelentős mennyiségű, magas tápértékű anyagot hagyna veszendőbe menni.
A vér fogyasztásának tabusítása egyes katolikus, keleti ortodox, anglikán közösségekben, illetve az ábrahámi vallási ág követői (zsidók és muszlimok) körében szokás; ellenben sok országban tekintenek az állati vérre úgy, mint gasztronómiai alapanyagra. Más kérdés, hogy az állattartásnak és -feldolgozásnak a hétköznapi emberek életvitelétől való elidegenedésével egyre több helyütt ez is az eltűnőben lévő gasztronómiai érdekességek közé kerül.
Közép-Európában minden valamirevaló falusi disznóölés része a hagymás sült vér: a fagyos, téli hajnalokon ez a vágás után felfogott vérből készülő fogás a leölt sertésből elsőként elkészíthető toros étel. A skandináv országokban, Finnországban és Svédországban palacsintaszerű étel, a blodplattar sütéséhez használnak sertésvért, de Nyugat-Európában is sokféle recept született annak a felfogásnak a mentén, hogy a sertés feldolgozásakor lehetőleg az állat minden ehető részét fel kell használni – Olaszországban a sertésvérből tejjel keverve édes pudingot készítenek, de a franciák nemzeti étele, a coq au vin készítéséhez is szükség van a hagyományos recept szerint egy kevés csirkevérre.